# Beyond the Trek
Beyond the Trek (Teleios) è un film del 2016 diretto da Ian Truitner.
Film fantascientifico con protagonisti Sunny Mabrey, Lance Broadway e Michael Nouri.
Premiato con diversi riconoscimenti in molti festival cinematografici specialmente di fantascienza.

## Trama
L'equipaggio della Teleios, ipertecnologico sottomarino militare, composto interamente da "GMH" (in inglese genetically modified humans, ossia esseri umani geneticamente modificati), viene inviato per recuperare il carico, prezioso ma soprattutto dannosissimo per l'ambiente, disperso da una nave nucleare a causa di un incidente, alla deriva nel profondo dell'oceano.
Si sospetta che l'equipaggio si sia brutalmente ucciso a vicenda, anche se per motivi sconosciuti.
Tuttavia, quando la direzione, sulla terraferma, della nave indaga sul misterioso equipaggio dellaTeleios, si scopre che tra loro vi sono ancora due sopravvissuti, un membro dell'equipaggio e un'unità di forme di vita artificiale. La memoria dell'unità AI sembra essere stata cancellata, e Travis O'Neill, l'unico veramente umano, si rifiuta di parlare.
Gli esseri umani geneticamente modificati stanno crollando e apprendono che l'unico modo per ridurre i sintomi è bere il sangue naturale, quindi di un essere umano non modificato: l'equipaggio discute la possibilità di bere il sangue di Travis, che credono possa essere un serial killer o che possa essere completamente innocente. Non si rendono conto che ciò che scopriranno potrebbe minacciare di distruggere loro e l'intera umanità.

## Produzione

### Riprese
Le riprese del film si sono svolte a Los Angeles, in California, precisamente negli studi di Screen Media Films, che ha prodotto il film.

## Promozione

### Tagline
(Frase simbolo del film, nonché suo tagline promozionale)

## Distribuzione
Il film è stato presentato in anteprima mondiale allo Sci-Fi-London, uno dei più importanti festival cinematografici di fantascienza del mondo, vincendo numerosi premi in diverse categorie, tra cui quelli di miglior film e miglior regista per Ian Truitner.
Il film è stato distribuito nei diversi Paesi del mondo con titoli diversi: Beyond the Trek in Italia, parte dell'Europa e Giappone, Teleios negli Stati Uniti e Australia, Deep Space nel Regno Unito ed altri titoli ancora.
Il film è uscito prima nelle sale cinematografiche britanniche, in contemporanea con la sua anteprima allo Sci-Fi-London, il 6 febbraio 2017, mentre negli USA a partire dal 5 settembre dello stesso anno.

## Accoglienza

### Incassi
Il film ha incassato in tutto il mondo un buon totale complessivo di 59.253.211 dollari esatti, a fronte di un budget di circa 1 milione.

### Critica
Il film è stato molto ben accolto dalla critica, tanto da ricevere diversi premi in festival dedicati alla fantascienza.

## Riconoscimenti
- 2017 - New York Science Fiction Film Festival[7]
  - Miglior film di fantascienza a Ian Truitner
- 2017 - American Movie Awards
  - Miglior regista a Ian Truitner
- 2017 - Maverick Movie Awards[8]
  - Migliori effetti speciali a Gavin Carlton, Weetus Cren, Matthew Gore
- 2017 - Utah Film Critics Association
  - Candidatura per il miglior film a Ian Truitner